# Valmy (Borda II)
Pour les autres navires du même nom, voir Valmy (navire) et Borda.
Le Valmy est un vaisseau de 120 canons à trois ponts issu de la Commission de Paris de 1824 et lancé en 1847. Il est conçu par l'ingénieur et inspecteur général de la marine Paul-Marie Leroux (1786-1853), petit-fils de l'architecte naval français Jacques-Noël Sané, à qui la flotte doit la plupart de ses vaisseaux alors en activité.

## Historique
Cinq navires de cette catégorie sont mis en chantier mais seul le Valmy entrera en service tel quel.
Il effectue une première campagne de février à octobre 1849. Le rapport sur sa tenue à la mer indiqua que le vaisseau se comportait assez bien au vent, surtout par forte brise. En revanche, par brise faible, il avait beaucoup de mal à avancer et à virer de bord.
Le Valmy est navire amiral lors de la guerre de Crimée de 1853 à 1854.
Le Valmy est renommé Formidable puis Borda en 1863 et sert d'École navale en rade de Brest. Il échange son nom et sa fonction avec l'Intrépide en 1890, puis est démoli en 1891.

## Caractéristiques
Avec ce navire, les vaisseaux de ligne ont atteint une limite, le Valmy est presque trop grand, trop lourd pour être mû par la voile.
Manquant de stabilité à cause de l'absence de frégatage de ses murailles, son lest est tout d'abord augmenté, puis il est mis à la bande dès 1849 dans le port de Brest pour subir un soufflage de sa coque, épaissie de 35cm, ce qui permet en retour de réduire le lest.

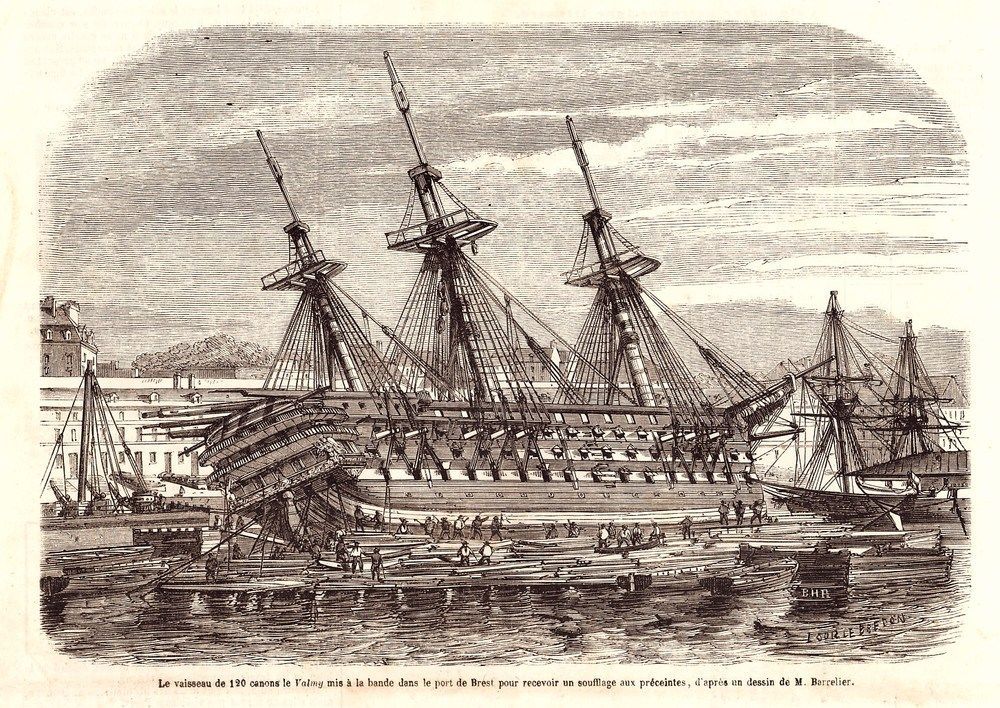
Le « soufflage » du Valmy en 1849, gravure de L'Illustration

Dernier grand navire à voile de la marine française, il reste aussi le plus grand vaisseau de ligne sans propulsion mécanique jamais construit en Occident, le HMS Duke of Wellington de 6 000 tonnes, lancé en 1852, étant, lui, converti en cours de construction avec des machines à vapeur.

## Armement
À l'origine
- Batterie basse : 32 canons de 30 livres longs no 1 ;
- Batterie moyenne : 34 canons de 30 livres longs no 2 ;
- Batterie haute : 34 canons de 30 livres ;
- Gaillards : 16 canons de 30 livres et 4 canons de calibre 18 cm.

Total des bouches à feu : 120 canons prévus selon les plans.
Armement en 1849
- Batterie basse : 24 canons de 30 livres longs no 1 ; 8 canons-obusiers Paixhans no 1 de calibre 22 cm
- Batterie moyenne : 26 canons de 30 livres longs no 2 ; 8 canons-obusiers Paixhans no 2 de calibre 22 cm
- Batterie haute : 34 obusiers Paixhans de calibre 16 cm.
- Gaillards : 12 caronades (ou canons courts chambrés) de 30 livres et 4 obusiers de 30 livres (calibre 16 cm).

Total des bouches à feu : 116 canons de gros calibre.